# Salcedia tuberculata
Salcedia tuberculata (лат.) — вид жуков-жужелиц из подсемейства скариты (Scaritinae, триба Salcediini).

## Распространение
Африка, ЮАР, Kruger National Park.

## Описание
Мелкие жужелицы. Длина тела около 3 мм, ширина около 1 мм. От близких видов отличается средними размерами, продолговато-удлиненным контуром надкрылья с максимальной шириной в середине и переднеспинкой с тремя дополнительными полными килями. Псевдохумерус почти прямоугольный и не зубчатый. От схожего вида Salcedia africana отличается прямой боковой долей переднеспинки, выступающей назад, и с отчетливым колышковидным бугорком. Тело овальное удлинённое, основная окраска серая и землистая. Голова и переднеспинка вентрально с каналом для вложения усиков. Переднеспинка с двумя заметно приподнятыми продольными килями посередине. Надкрылья с несколькими продольными острыми килями. Голени килевидные. Голова, переднеспинка и задняя часть тела плотно и точно соединяются в положении покоя, защищая межсегментные связи.

## Таксономия
Вид был впервые описан в 2020 году швейцарским колеоптерологом Michael Balkenohl (Naturhistorisches Museum Bern, Берн, Швейцария). Видовое название дано по признаку  отчетливых бугорков на надкрыльях и у основания переднеспинки.